# Samuel Eccleston
Samuel Eccleston (Chestertown, 27 giugno 1801 – Baltimora, 22 aprile 1851) è stato un religioso e arcivescovo cattolico statunitense.

## Biografia
Samuel Eccleston nacque il 27 giugno 1801 a Chestertown. Dopo essersi convertito al cattolicesimo dal protestantesimo entrò nella Compagnia dei Sacerdoti di San Sulpizio di Parigi.
Il 14 settembre 1834 fu eletto arcivescovo titolare di Terme e il 19 ottobre 1834 fu promosso alla sede arcivescovile di Baltimora.
Morì a Baltimora il 22 aprile 1851.

## Genealogia episcopale e successione apostolica
La genealogia episcopale è:
- Cardinale Scipione Rebiba
- Cardinale Giulio Antonio Santori
- Cardinale Girolamo Bernerio, O.P.
- Arcivescovo Galeazzo Sanvitale
- Cardinale Ludovico Ludovisi
- Cardinale Luigi Caetani
- Cardinale Ulderico Carpegna
- Cardinale Paluzzo Paluzzi Altieri degli Albertoni
- Cardinale Gaspare Carpegna
- Cardinale Fabrizio Paolucci
- Cardinale Francesco Barberini
- Cardinale Annibale Albani
- Cardinale Federico Marcello Lante Montefeltro della Rovere
- Vescovo Charles Walmesley, O.S.B.
- Arcivescovo John Carroll, S.I.
- Vescovo Benedict Joseph Flaget, P.S.S.
- Arcivescovo James Whitfield
- Arcivescovo Samuel Eccleston, P.S.S.

La successione apostolica è:
- Vescovo John Joseph Mary Benedict Chanche, P.S.S. (1841)
- Vescovo Richard Vincent Whelan (1841)
- Vescovo Francis Xavier Gartland (1850)